# Бібліотека Аль-Захірія
Бібліотека Аль-Захірія (араб. المكتبة الظاهرية) — історична бібліотека у Дамаску, заснована 1277 року.

## Історія
Бібліотека заснована 1277 року і названа ім'я її засновника султана Байбара (1223—1277). Ідею заснування бібліотеки виношував батько султана Байбара, але він помер, не здійснивши свого задуму. Спочатку Аль-Захарія була публічною школою, де вивчалися ісламські науки. Особлива будівля бібліотеки та її оздоблення робить її однією з архітектурних цікавинок Сирійської столиці. Бібліотека розташована в районі Баб Ель-Барід у центр Дамаска.
Головний хол бібліотеки прикрашений мозаїками з рослинними мотивами в стилі Мечеті Омеядів.
У відділі рукописів зберігаються більше 13 000 класичних ісламських манускриптів, найстарішими з яких є «Кітаб Аль-Зугд» та «Кітаб Аль-Фадаїл» імама Ахмада ібн Ханбала. Серед скарбів бібліотеки — праці Ібн Асакір (1105—1175), Абу Убайдаха Ахмада ібн Мухаммада Аль-Хараві (пом. 1010) та Абдуллаха ібн Кутайба (828—889).
1880 року бібліотеку було визнано державою як національну пам'ятку. З 1919 року бібліотека Аль-Захарія перебувала під опікою Ареюської академії в Дамаску. До її фондів у той час увійшли цінні рукописи, що збереглися в інших малих бібліотеках. З 1919 до 1945 року колекція виросла з 2465 до 22 000 рукописів. З 1949 року за законом про обов'язковий примірник, дві копії всіх публікацій у Сирії мали передаватися до бібліотеки Аль-Захарія. З 1983 року кількість обов'язкових примірників було збільшено до 5. З 1984 року функції національної бібліотеки Сирії стала виконувати новозаснована Національна бібліотека Аль-Ассад.
У 2011 році фонди бібліотеки становили 100 000 томів, 13 рукописів та 50 000 періодичних видань.